# Trichoglottis javanica
Trichoglottis javanica är en orkidéart som beskrevs av Johannes Jacobus Smith. Trichoglottis javanica ingår i släktet Trichoglottis och familjen orkidéer.
Artens utbredningsområde är Java. Inga underarter finns listade i Catalogue of Life.